# Attila Demko

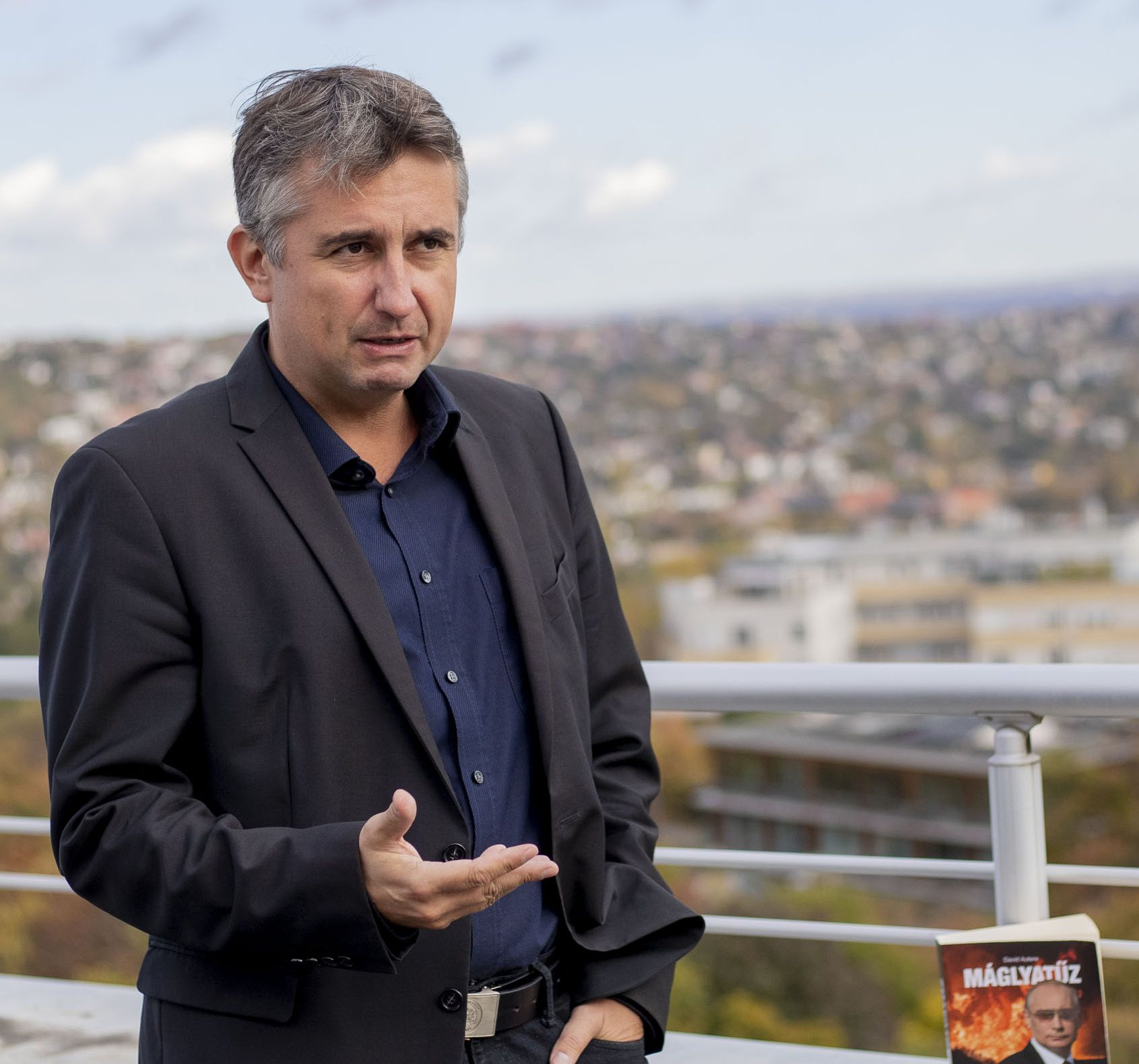
Attila Demkó in Budapest (2018)

Attila Demko (* 1976 in Budapest) ist ein ungarischer Diplomat, Experte für Sicherheitspolitik und Schriftsteller unter dem Namen David Autere.

## Leben
Er erwarb sein Diplom im Fach Geschichte-Politische Theorie an der ELTE Universität in Budapest.
Er studierte Sicherheitspolitik bei der Manfred Woerner Stiftung (1998–1999) und im Genfer Zentrum für Sicherheitspolitik (Geneva Centre for Security Policy – 2004–2005).
Er verteidigte 2009 seine Thesen der Doktorarbeit über die Republikarmee Irlands  in der Doktorschule für Geschichtswissenschaften der ELTE Universität.
Er war auf dem Gebiet der Sicherheitspolitik beinahe zwei Jahrzehnte lang tätig, zuerst im Staatssekretariat für Außen- und Sicherheitspolitik des Kabinetts des Ministerpräsidenten (1999–2002) anschließend im Verteidigungsministerium (2002–2018).
Zwischen 2014 und 2018 leitete er die Hauptabteilung Verteidigungspolitik des Verteidigungsministeriums (Defence Policy Department).
Zwischen 2012 und 2014 war er als Diplomat in Brüssel als Leiter der Verteidigungspolitischen Sektion (Defence Policy Section) in der Vertretung Ungarns bei der NATO tätig. Zwischen 2010 und 2012 leitete er die Hauptabteilung Verteidigungsplanung des Verteidigungsministeriums (Defence Planning Department), zwischen 2002 und 2010 beschäftigte er sich in der Hauptabteilung Verteidigungspolitik mit dem Balkan und Afghanistan. Während seiner Karriere besuchte er die wichtigsten Krisenherde der Welt, darunter die Ukraine, den Balkan, Afghanistan und den Irak.  Er verfasste zahlreiche Artikel über Minderheitenkonflikte in Rumänien, Russland, Ukraine, Moldawien und über die südslawischen Kriege.

### Schriftsteller
Sein Buch mit dem Titel Scheiterfeuer (Máglyatűz) erschien im Reakció Verlag und wurde in Ungarn  zum Bestseller.